# Фрумкин, Григорий Моисеевич
Григо́рий Моисе́евич Фру́мкин (1932, Ижевск, Горьковский край — 2014, Москва) — советский и российский телевизионный журналист, сценарист, литератор, поэт, теоретик телевидения. Один из создателей телепрограммы «Сельский час», работая в которой был режиссёром более 100 передач. Автор сценариев телевизионных документальных фильмов, книг о работе тележурналистов и о сельском хозяйстве, учебников по телевизионной режиссуре, драматургии и сценарному мастерству. Заслуженный работник культуры РСФСР.

## Биография
Родился в 1932 году в Ижевске.
1953—1956 — учился в Геофизической школе Министерства геологии и работал младшим техником в геофизических экспедициях на Дальнем Востоке и в Сибири.
1956—1961 — закончил Литературный институт им. А. М. Горького.
1961—1968 — работал в печатных изданиях — газете «Целинный край», журнале «Сельская новь», газете «Труд», журнале «РТ».
1969—1992 — работал на Центральном телевидение, в программе «Сельский час».
1992—1996 — на российском телевидении, был шеф-редактор программы «Крестьянский вопрос».
После 1996 года преподавал в высших учебных заведениях, (ГИТР, Московский гуманитарный университет, Останкинский институт ТВ и радио), был деканом факультета журналистики ГИТР

## Сценарии
- «Двадцатая весна», реж. А.Садковой, Т. О. «Экран» (1974)
- «Хозяйка села Виры», реж. А. Садковой, Т. О. «Экран» (1975)
- «Моя Целина», реж. Е. Хохлов, Т. О. «Экран» (1979)
- «Судьба моя — Целина», реж. И. Галкина,Т. О. «Экран» (1984)
- «Озеро птиц», реж. М. Рыбаков, Т. О. «Экран» (1989)
- «Агроном Бараев», режиссёр Ю. Дубровин, «Казахтелефильм» (1987)

### Очерковые и публицистические книги
- «Гектар просит работы», Москва, «Знание», 1963
- «Становление», Москва, «Советская Россия», 1965
- «Мы снимаем „Сельский час“, Алма-Ата, «Казахстан», 1983
- «Хлеб на всю жизнь», Москва, «Агропромиздат», 1987
- «Возвращение хозяина», Москва, «Колос», 1989
- «Дорога к своему полю», Москва, «Колос», 1990

### Поэзия
- «Я уйду за город утром», стихи, Алма-Ата, «Диалог», 1993

### Учебники и учебные пособия
- «Школа начинающего сценариста», Москва, «ТЭФИ», 1998
- «Введение в сценарное мастерство», Москва, «Академический проект», 2005
- «Введение в драматургию телерекламы», Москва, «Академический проект», 2005
- «Сценарное мастерство», Москва, «Академический проект», 2007
- «Сценарное мастерство: кино — телевидение — реклама», Москва, «Академический проект», 2008
- «Телевизионная режиссура. Введение в профессию. Учебное пособие для вузов», Москва, «Академический проект», 2009
- «Сценарное мастерство: кино — телевидение — реклама». Учебное пособие. — 4-е изд. Москва, 2011